# Habartice

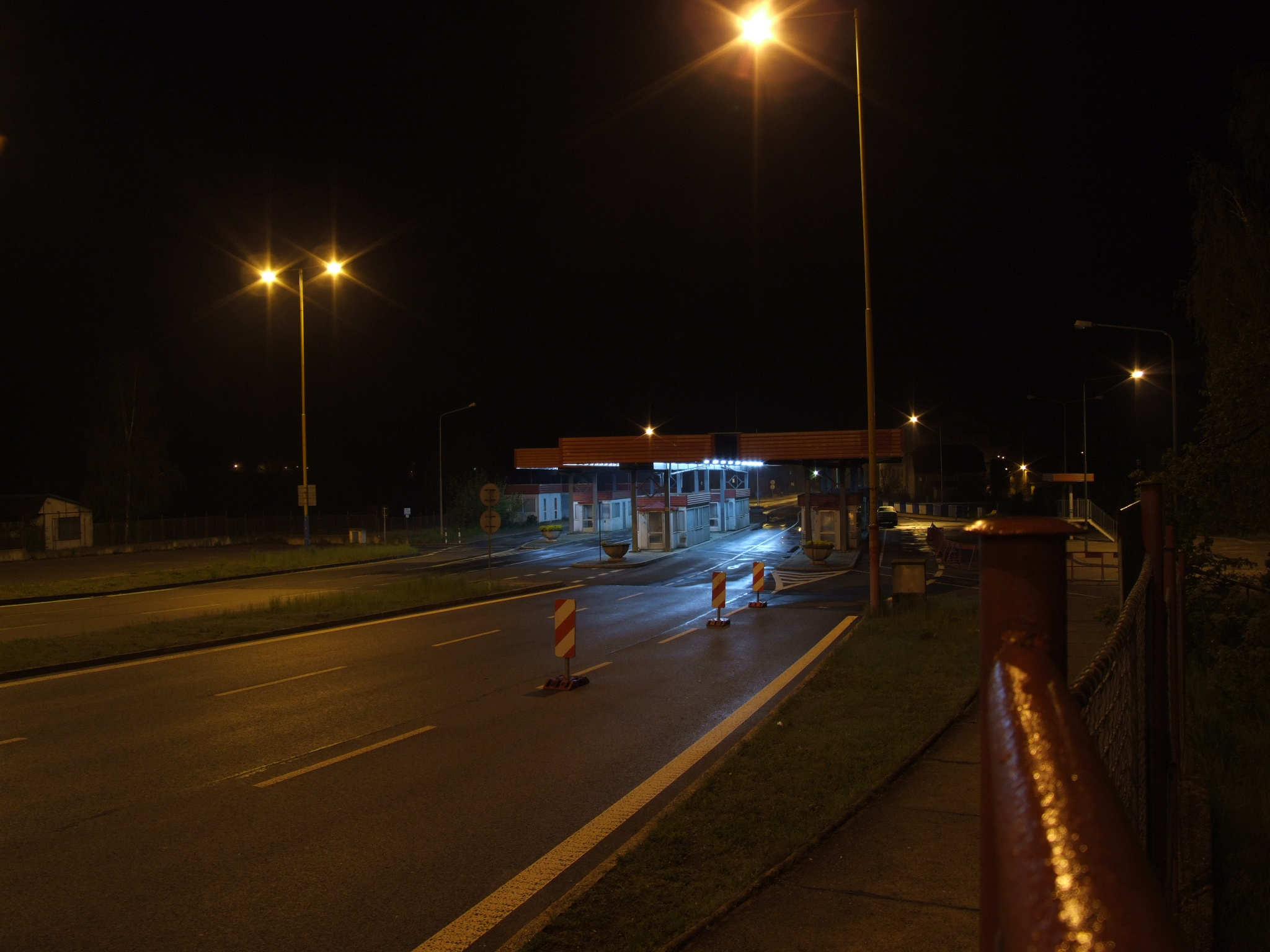
Habartice-Zawidów widok na granicę państwową

Habartice (niem. Ebersdorf) - niewielka wieś (470 mieszkańców w 2005 r.) na północy Czech w kraju libereckim, 11 km od miasta Frydlant. We wsi do 21 grudnia 2007 r. funkcjonowało drogowe przejście graniczne z Polską Habartice - Zawidów, które to na mocy układu z Schengen zostało zlikwidowane. Obie miejscowości rozdziela Koci potok.

## Historia
Pierwsza wzmianka w roku 1399. Od XV wieku w posiadaniu rodziny von Bindemann. Pod koniec XVI w. podzielony pomiędzy rodzinę von Bindemann i Schwanitz. W roku 1662 ponownie zjednoczona jako majątek Hansa Ludwiga von Rodewitz, który w 1712 r. odsprzedał wieś Janowi Wacławowi Gallas.
W XIX wieku rozwojowi wsi służyły zbudowane wówczas szlaki komunikacyjne - droga główna do Frydlantu i droga kolejowa Frydlant-Zawidów. Po drugiej wojnie światowej ze wsi wysiedlono (w sposób przymusowy ale i wskutek dobrowolnych decyzji) ponad 200 osób pochodzenia niemieckiego. Zostało 13 obywateli niemieckich, pozostali osadnicy pochodzą głównie z Czech centralnych.
W roku 1950 do wsi dołączono osadę Haj. W roku 1980 przyłączono też sąsiadującą wieś Pertoltice jednak zostały one ponownie rozdzielone w roku 1991.